# Гефирофобия
Гефирофобия (от гръцки: γέφυρα — “мост“ и φόβος — “фобия“) е тревожно разстройство (страх) от мостове и тунели, най-вече стари такива. В резултат на това страдащите от гефирофобия може дори да избягват пътища, които ще ги доведат до такива съоръжения.
Д-р Лебовиц, основател на Клиника за тревожни разстройства в нюйоркския щатски психиатричен институт казва:
| „ | Това не е изолирана фобия, а обикновено е част от по-голяма такава...Това са хора, които се паникьосват. Прималява им, вие им се свят; повишава се кръвното им налягане. Почват да се страхуват, защото се чувстват в капан. | “ |